# 基基哈納區
基基哈納區（西班牙語：Distrito de Quiquijana），是秘魯的一個區，位於該國南部庫斯科大區的基斯皮坎奇省，始建於1825年6月21日，面積360.90平方公里，海拔高度3,210米，2005年人口10,224，人口密度每平方公里28人。